# Lords of Depravity Part I
Lords of Depravity Part I es un lanzamiento en DVD de la banda alemana de thrash metal Sodom, publicado el 18 de noviembre de 2005.

## Lista de canciones

### DVD I
- Contiene un documental con la historia de la banda desde 1981 hasta 1995. Incluye material de backstage, fotos inéditas y entrevistas con actuales y anteriores miembros de la agrupación.[2]

### DVD II: Live Depravity
- 1. "Intro"
- 2. "Among the Weirdcong"
- 3. "Vice of Killing"
- 4. "Outbreak of Evil"
- 5. "Masquerade in Blood"
- 6. "On Tour Worldwide"
- 7. "The Saw Is the Law"
- 8. "Remember the Fallen"
- 9. "Die Stumme Ursel"
- 10. "M-16"
- 11. "Press Worldwide"
- 12. "Napalm in the Morning"
- 13. "Nuclear Winter"
- 14. "Tombstone"
- 15. "Sodomized"
- 16. "Eat Me"
- 17. "Sodom Worldwide"
- 18. "Intro - Code Red"
- 19. "Aber Bitte mit Sahne"
- 20. "Wachturm"
- 21. "Agent Orange"
- 22. "Fans Worldwide"
- 23. "Sodomy and Lust"
- 24. "Witching Metal"
- 25. "Backstage"
- 26. "Ausgebombt"
- 27. "Ace of Spades"
- 28. "Backstage"
- 29. "Stalinhagel"
- 30. "Outro"